# جلبان طنجي
الجلبان الطنجي نوع نباتي من جنس الجلبان ينتمي للفصيلة البقولية.

## الموئل والانتشار
موطنه المغرب العربي وأيبيريا.

## مرادفات للاسم العلمي

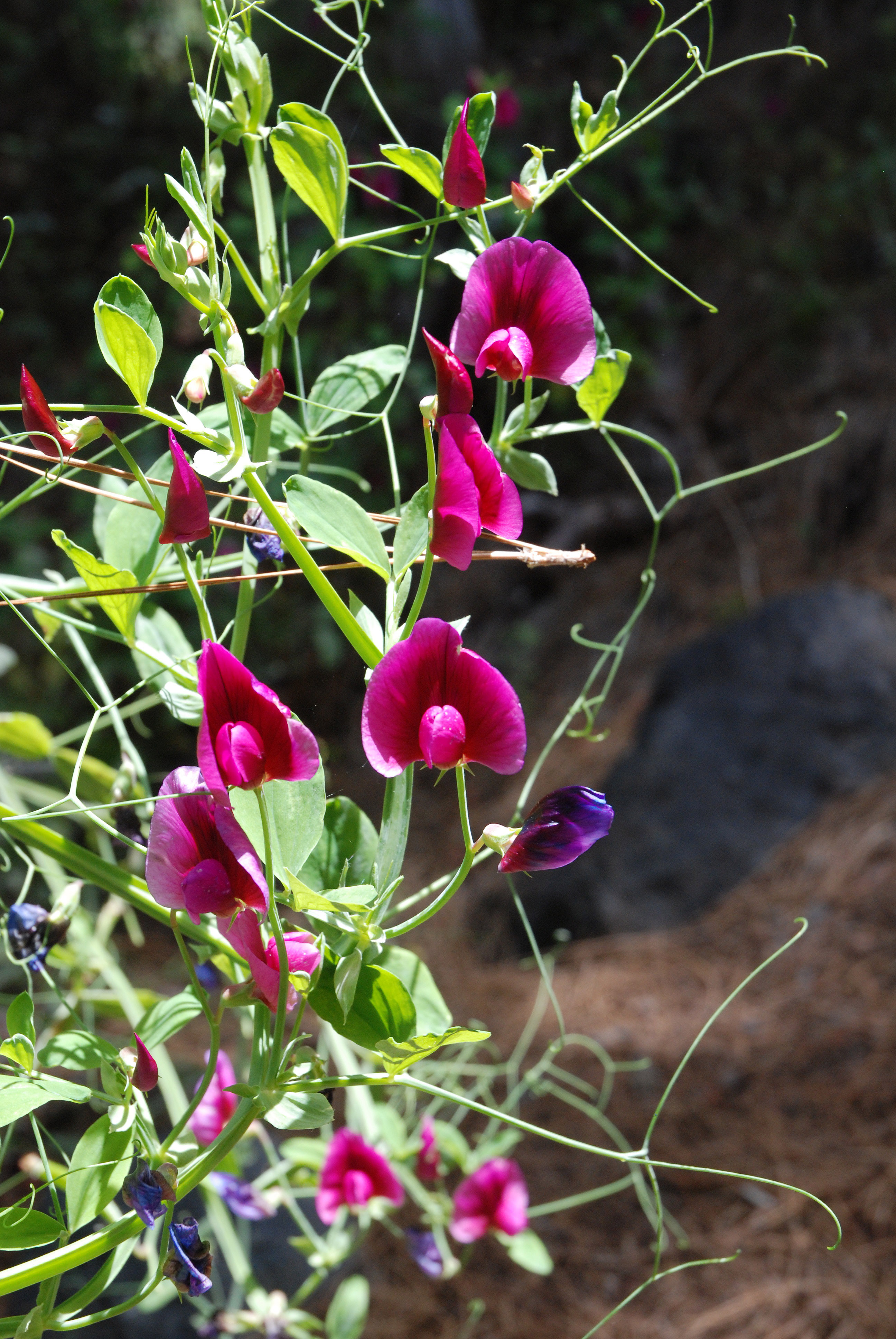
نبات الجلبان الطنجي

- (باللاتينية: Lathyrus coruscans)
- (باللاتينية: Lathyrus mexicanus)